# Bally Sagoo
Baljit Singh "Bally" Sagoo, född 19 maj 1964 i New Delhi, är en brittisk-indisk musikproducent. Hans debutalbum kom 1990. Året därpå producerade han Nusrat Fateh Ali Khans skiva Magic Touch. Han har komponerat filmmusik i både Storbritannien och Indien. Bally Sagoos genrer är bhangra, Bollywood, fusion och hiphop.